# Cisiewski

Herb Cisiewski

Cisiewski (Cisewski II, Ciszewski) – kaszubski herb szlachecki.

## Opis herbu
Opis z wykorzystaniem klasycznych zasad blazonowania:
Tarcza skwadrowana, pola I i III czerwone, II i IV, czarne. Klejnot: nad hełmem w koronie postać Temidy z mieczem w prawicy i wagą w lewicy, z przewiązanymi oczyma, w szacie szarej. Labry czerwone, podbite czernią.

## Najwcześniejsze wzmianki
Herb wymieniany przez Emiliana Szeligę-Żernickiego (Der polnische Adel, Die polnischen Stamwappen).

## Rodzina Cisiewski
Rodzina kaszubska z okręgu chojnickiego. Wzmiankowani późno, bo dopiero w 1818. Pragert spekuluje, że pochodzą oni, mimo innego herbu, od kaszubskiej rodziny z Cisewia.

## Herbowni
Cisiewski, Cisewski, Ciszewski z przydomkiem Betka (Bethke).
Herb tej rodziny przypisywano też Cisewskim pierwotnie herbu własnego, później także herbu Trzy Gwiazdy (lub Księżyc), Jastrzębiec i Korona.